# Элвес, Кэри
А́йван Са́ймон Кэ́ри Э́лвес (англ. Ivan Simon Cary Elwes; род. 26 октября 1962) — английский актёр, писатель и продюсер.

## Биография
Айван Саймон Кэри Элвес родился 26 октября 1962 года в Вестминстере, Лондон, в семье дизайнера интерьеров Тессы Кеннеди и художника-портретиста Доминика Элвеса. Отец покончил жизнь самоубийством в 1975 году. Элвес окончил школу Хэрроу в Англии, колледж Сары Лоуренс в Нью-Йорке и Лондонскую академию музыкального и драматического искусства.
Первой большой ролью для него стал герой Уэстли в фильме «Принцесса-невеста». Последующие роли были или драматическими («Слава»), или комедийными («Горячие головы»). Большую известность принесла главная роль в фильме «Робин Гуд: Мужчины в трико», пародии на фильм с участием Кевина Костнера. В дальнейшем он часто играл в популярных фильмах: «Дракула», «Смерч», «Лжец, лжец». В 2004 году снялся в триллере «Пила», а также «Пила 3D».
Также Элвес играл в сериалах. В девятом сезоне (2001—2002) сериала «Секретные материалы» он играл заместителя начальника управления ФБР Брэда Фоллмера, а в 2005 году сыграл молодого Кароля Войтылу в телесериале «Папа Иоанн Павел II»
В 2005 году подал иск в суд против продюсеров фильма «Пила». Он утверждал, что в качестве гонорара ему обещали 1 % от общих кассовых сборов фильма, но он получил меньше.
В апреле 2018 года Элвес сыграл Ларри Клайна в третьем сезоне сериала Netflix, «Очень странные дела», премьера которого состоялась в июле 2019 года. Он был номинирован вместе с актёрским составом на премию Гильдии киноактеров за выдающуюся актёрскую игру в драматическом сериале. В мае 2019 года он присоединился к третьему сезону сериала Amazon «Удивительная миссис Мейзел» в роли Гэвина Хоука.
В 1991 году Элвес познакомился с фотографом Лизой Мари Курбикофф в ресторане Малибу, Калифорния; в 1997 году они обручились. В 2000 году состоялась свадьба. У них есть дочь. В январе 2025 года Элвес и его семья потеряли свой дом во время пожара в Палисейдсе во время лесных пожаров в Южной Калифорнии, но благополучно эвакуировались.

## Фильмография

### Актёр
| Год  | Русское название                                  | Оригинальное название                         | Персонаж                                                                            |
| ---- | ------------------------------------------------- | --------------------------------------------- | ----------------------------------------------------------------------------------- |
| 1979 | Вчерашний герой                                   | Yesterday’s Hero                              | танцор на дискотеке                                                                 |
| 1983 | День спустя                                       | The Day After                                 | офицер ВВС (в титрах не указан)                                                     |
| 1984 | Другая страна                                     | Another Country                               | Джеймс Харкурт                                                                      |
| 1984 | Оксфордский блюз                                  | Oxford Blues                                  | Лионел                                                                              |
| 1985 | Невеста                                           | The Bride                                     | Йозеф Шоден                                                                         |
| 1986 | Леди Джейн                                        | Lady Jane                                     | Гилфорд Дайдли                                                                      |
| 1987 | Машенька                                          | Maschenka                                     | Лев Глебович Ганин                                                                  |
| 1987 | Принцесса-невеста                                 | The Princess Bride                            | Уэстли                                                                              |
| 1988 | Никогда во вторник                                | Never on Tuesday                              | водитель грузовика (в титрах не указан)                                             |
| 1989 | Слава                                             | Glory                                         | Кабот Форбс                                                                         |
| 1990 | Дни грома                                         | Days of Thunder                               | Русс Уиллер                                                                         |
| 1991 | Горячие головы                                    | Hot Shots!                                    | Кент Грегори                                                                        |
| 1992 | Дракула                                           | Dracula                                       | лорд Артур Холмвуд                                                                  |
| 1992 | Порко Россо                                       | Kurenai no buta                               | Куртис (голос)                                                                      |
| 1992 | Кожаные куртки                                    | Leather Jackets                               | Доббс                                                                               |
| 1993 | Секретные материалы                               | The X Files                                   | Брэд Фоллмер, заместитель начальника управления ФБР                                 |
| 1993 | Робин Гуд: Мужчины в трико                        | Robin Hood: Men in Tights                     | Робин Гуд                                                                           |
| 1993 | Увлечение                                         | The Crush                                     | Ник Элиот                                                                           |
| 1994 | Книга Джунглей                                    | The Jungle Book                               | Уильям Боун                                                                         |
| 1994 | Погоня                                            | The Chase                                     | Стив Хорсгруви                                                                      |
| 1995 | Шёпот сердца                                      | Mimi wo sumaseba                              | барон (голос)                                                                       |
| 1996 | Смерч                                             | Twister                                       | Джонас Миллер                                                                       |
| 1997 | Целуя девушек                                     | Kiss the Girls                                | детектив Ник Раскин                                                                 |
| 1997 | Информатор                                        | The Informant                                 | Дэвид Феррис                                                                        |
| 1997 | Лжец, лжец                                        | Liar Liar                                     | Джерри                                                                              |
| 1998 | Волшебный меч: В поисках Камелота                 | Quest for Camelot                             | Гаретт                                                                              |
| 1998 | Войны Пентагона                                   | The Pentagon Wars                             | Джеймс Бёртон                                                                       |
| 1999 | Колыбель будет качаться                           | Cradle Will Rork                              | Джон Хаусман                                                                        |
| 2000 | Погоня за временем (телесериал)                   | Race Against Time                             | Люк                                                                                 |
| 2000 | Тень вампира                                      | Shadow of the Vampire                         | Фритз Арно Вагнер                                                                   |
| 2001 | Восстание (телесериал)                            | Uprising                                      | доктор Флитз Хипплер                                                                |
| 2001 | Смерть в Голливуде                                | The Cat’s Meow                                | Томас Инс                                                                           |
| 2002 | Чтоб ты сдох!                                     | Wish You Were Dead                            | Мак Уилсон                                                                          |
| 2002 | Возвращение кота                                  | Neko no ongaeshi                              | барон (голос)                                                                       |
| 2002 | Негодяи из комиксов                               | Comic Book Villians                           | Картер                                                                              |
| 2004 | Заколдованная Элла                                | Ella Enchanted                                | сэр Эдгар                                                                           |
| 2004 | Американское преступление                         | American Crime                                | Альберт Бодин                                                                       |
| 2004 | Убийства на реке Грин                             | The Riverman                                  | Тед Банди                                                                           |
| 2004 | Пила: Игра на выживание                           | Saw                                           | доктор Лоуренс Гордон                                                               |
| 2005 | Папа Иоанн Павел II (телесериал)                  | Pope John Paul II                             | молодой Кароль Войтыла                                                              |
| 2005 | Эдисон                                            | Edison                                        | Джейк Рейгерт                                                                       |
| 2005 | Нео Нед                                           | Neo Ned                                       | доктор Магнусон                                                                     |
| 2006 | Шайбу! Шайбу!                                     | Pucked                                        | Норман                                                                              |
| 2006 | Подкреплять слова делом                           | Walk the Talk                                 | Эрик                                                                                |
| 2007 | Крутая Джорджия                                   | Georgia Rule                                  | Арнольд                                                                             |
| 2009 | Рожденственская история                           | A Christmas Carol                             | Дик Уилкинс / представительный джентльмен / сумасшедший скрипач / гость / бизнесмен |
| 2010 | Почти покойник                                    | As Good as Dead                               | Итан Белфрейдж                                                                      |
| 2010 | Пила 3D                                           | Saw 3D                                        | доктор Лоуренс Гордон                                                               |
| 2011 | Больше чем секс                                   | No Strings Attached                           | доктор Метцнер                                                                      |
| 2011 | Старый новый год                                  | New Year’s Eve                                | врач                                                                                |
| 2012 | Восприятие (телесериал)                           | Perception                                    | агент спецслужб                                                                     |
| 2012 | История Люка                                      | The Story of Luke                             | Пол, дядя главного героя                                                            |
| 2014 | Достань меня, если сможешь                        | Reach Me                                      | Керси                                                                               |
| 2014 | Плохое поведение                                  | Behaving Badly                                | Джозеф Стивенс                                                                      |
| 2015 | Больше чем искусство                              | The Art of More                               | Артур Девенпорт                                                                     |
| 2015 | Быть Чарли                                        | Being Charlie                                 | Дэвид                                                                               |
| 2016 | Королева Испании                                  | La reina de España                            | Гэри Джонс                                                                          |
| 2017 | Нам здесь не место                                | We Don’t Belong Here                          | Фрэнк Харпер                                                                        |
| 2018 | Клуб миллиардеров                                 | Billionaire Boys Club                         | Энди Уорхол                                                                         |
| 2018 | Очень странные дела                               | Stranger Things                               | Ларри Клайн                                                                         |
| 2019 | Чёрное рождество                                  | Black Christmas                               | профессор Гелсон                                                                    |
| 2021 | Замок к Рождеству                                 | A Castle for Christmas                        | герцог Майлз                                                                        |
| 2021 | Бестселлер                                        | Best Sellers                                  | Халпрен Нолан                                                                       |
| 2023 | Операция «Фортуна»: Искусство побеждать           | Operation Fortune: Ruse de guerre             | Нэйтан Джесмин                                                                      |
| 2023 | Миссия невыполнима: Смертельная расплата. Часть 1 | Mission: Impossible — Dead Reckoning Part One | Денлингер                                                                           |
| 2023 | Мятежная Луна                                     | Rebel Moon                                    |                                                                                     |
| 2023 | Кто убил BlackBerry                               | BlackBerry                                    | Карл Янковски                                                                       |
| 2024 | Министерство неджентльменских дел                 | The Ministry of Ungentlemanly Warfare         | генерал Колин Габбинс                                                               |

### Продюсер
| Год  | Русское название        | Оригинальное название |
| ---- | ----------------------- | --------------------- |
| 1992 | Кожаные куртки          | Leather Jackets       |
| 2006 | Подкреплять слова делом | Walk the Talk         |